# Einar Skinnarland
Einar Skinnerland (Vinje, 27 aprile 1918 – Toronto, 5 dicembre 2002) è stato un ingegnere norvegese, tra i protagonisti della battaglia per l'acqua pesante, ovvero il Raid del Telemark.

## Biografia
Nel marzo 1942 lasciò la Norvegia con un gruppo di partigiani, dopo essersi  impadronito del piroscafo Galtesund, e riuscì a raggiungere la Scozia. Su incarico della Special Operation Executive di Londra, fu paracadutato da un aereo inglese nella zona di Telemark, riuscendo a farsi assumere nell'azienda che stava costruendo una diga per la fabbrica Norsk Hydro di Vermork, dove veniva prodotta l'acqua pesante. Da qui mantenne con una piccola radio trasmittente i collegamenti con Londra, raccogliendo tutte le informazioni per l'azione dei commando guidati da Knut Haugland che il 28 febbraio 1943 riuscirono a penetrare nella Norsk Hydro danneggiandone gli impianti. Il 9 febbraio 1944 collaborò nuovamente con Haugland nell'operazione che portò alla distruzione di 80 grossi contenitori di acqua pesante caricati su di un traghetto sul lago Tinnsjo.